# Hirsch Motorradbau Berlin
Hirsch (HMB) is een Duits historisch merk van motorfietsen.
De bedrijfsnaam was: Hirsch Motorradbau GmbH, Berlin
Hirsch was een van de honderden Duitse bedrijven die in 1923 begonnen met de productie van lichte motorfietsen.Begin jaren twintig was er grote behoefte aan goedkope vervoermiddelen, maar er was door al deze kleine producenten wel erg veel concurrentie: alleen al in Berlijn bestonden tientallen motorfietsmerken. Hirsch maakte eigen 128cc-motortjes, maar leverde om de prijs laag te houden ook inbouwmotoren: 142cc-tweetaktmotoren van DKW.
Onder de merknaam HMB (Hirsch Motorradbau Berlin) werden in dezelfde periode motorfietsen met 3 pk Bosch-Douglas-inbouwmotoren geproduceerd.
Ruim 150 van deze kleine motorfietsmerken moesten in hetzelfde jaar, 1925, hun productie staken. Daar was ook de firma Hirsch bij.